# Oxygonum atriplicifolium
Oxygonum atriplicifolium är en slideväxtart som först beskrevs av Meissn., och fick sitt nu gällande namn av Martel.. Oxygonum atriplicifolium ingår i släktet Oxygonum och familjen slideväxter. Inga underarter finns listade i Catalogue of Life.